# Инди поткултура
Инди поткултура је специфична издвојена поткултура слична андерграунду која обухвата моду, музику, филмове и све друге врсте уметности.
Сам назив потиче од енглеске речи "independent" што значи независан.
Инди поткултура је почела да се развија 80их година прошлог века у Америци. Припадници инди поткултуре су најчешће млади људи и уметници. Разне поткултуре сличне овој су хипстери, панкери, хипици ...
Данас је инди поткултура у великој мери заступљена међу омладином па је постала део мејнстрим поп културе.

### Музика
Корени инди музике сежу до 60их година прошлог века када су се бендови попут The Who и The Clash појавили. Касније, овај правац су одређивали бендови попут Pixiesи Nirvana. 90их година прошлог века инди музика се базирала на гранџ музициа данас постоји подела на инди поп и инди рок. 

### Мода
Инди мода се базира на комбинацији модерне и ретро гардеробе а све у циљу истицања сопственог идентитета и оригиналности. Многи млади дизајнери који желе да оставе јак утисак у свету моде представљају управо ову поткултуру.

### Филм
Инди филмови су обично нискобуџетни филмови на којима раде млади режисери, глумци и сценаристи. Циљ ових филмова је да пренесу одређену поруку гледаоцима па су најчешће у питању документарци или драме које на реалан и искрен начин осликавају најразличитије ситуације. Најпознатији међу њима су Џуно и Мала мис Саншајн.